# Света Богородица Варнаковска
Варнаковският манастир или „Света Богородица Варнаковска“ (на гръцки: Μονή Παναγίας Βαρνάκοβας), известен като „Света Лавра на Румели“ (на гръцки: Αγία Λαύρα της Ρούμελης), е женски манастир, посветен на Успение Богородично. Намира се във Фокида, Континентална Гърция. Той е един от петте най-стари манастира в Гърция. Името му произлиза или се свързва с Варна.
Варнаковският манастир е византийски и се намира източно от Навпакт, като до него се стига за около 45 минути път с автомобил. Издигнат е през 1077 година от Свети Арсений Варнаковит на малък хълм със 750 m надморска височина, който се намира сред обширна гора от дъбове и диви кестени. От манастира се разкрива прекрасна панорама във всички посоки – от Гиона до коринтския залив.
Манастирът просперира при управлението на Комнините, които го подпомагат финансово, като му и предоставят във владение долината на Морнос до Коринтския залив. Най-ценният архитектурен и исторически паметник е католиконът от XI век, облицован в мрамор opus sectile. Епирските деспоти от династията Комнин Дука продължават да обгрижват щедро Варнаковския манастир, който бил под закрилата им. През месец май 1826 г. манастирската църква е опожарена по време на гръцката война за независимост. Най-трагични са годините 2017 – 2020, когато на два пъти целият манастир изгаря до основи заедно с реликвите му – иконата закрилница на манастира с католикона му. Фокидският митрополит Теоктист изразява притеснение, че пожарите може да са причинени умишлено, още повече че през 2017 г. изгаря и богатата манастирска библиотека, опазила историческата памет до най-ново време.